# Psammocora haimeana
Psammocora haimeana là một loài san hô trong họ Siderastreidae. Loài này được Milne Edwards & Haime mô tả khoa học năm 1851.